# Sankt Ragnhilds gille
Sankt Ragnhilds gille är Söderköpings hembygdsförening och grundades 1918.
Gillet är uppkallat efter Sankt Ragnhild, en något diffus gestalt i stadens historia och kanske något klarare i Södertäljes historia. Troligen rör det sig om 2 olika personer, eller en sammanblandning av de båda städerna.
I Söderköping, som blev brunnsort omkring 1719, fick hälsobrunnen namnet S:t Ragnhilds källa, från  den bäck i vilken det hälsobringande vattnet rinner. Bäcken som sådan är angiven i gamla skrifter och kartor långt före 1700-talet. Brunnen erhöll under Gustav III:s tid privilegier som hälsobrunn och blev främst under mitten av 1800-talet känd som kallvattensbrunn.
Sankt Ragnhilds Gille (språkligt borde det heta som i Södertälje Sancta) grundades 1918 som ett traditionellt Gille, en sammanslutning för stadens mer prominenta invånare, men utvecklades ganska snart till en form av hembygdsförening. Till en början ville man verka inte enbart i staden utan även i angränsande socknar. Man införskaffade ett antal byggnader som flyttades till Korskullen, ibland kallad Gilleskullen. Där drev man vandrarhem och campingplats, anordnade teaterföreställningar och nationaldagar, startade guidade vandringar, fungerade som turistbyrå före den kommunala verksamheten mm. På andra platser i staden anordnades soaréer och andra aktiviteter.
Tidigt blev man också, genom överenskommelse med stadens styrande, remissinstans när det gällde byggnation, kultur och andra planerade beslut. Detta föll sig naturligt i och med att flera av stadens ledande politiker och andra personer med lokalt inflytande satt i Gillets styrelse.
Gillet driver sedan lång tid tillbaka stadens stadshistoriska museum, från början beläget i en av byggnaderna på Korskullen, men sedan 1978 i den urgamla skolan nära S:t Laurentii kyrka. Museet har en permanent stadshistorisk utställning om Söderköpings utveckling under mer än 800 år, men även mer tillfälliga utställningar. På museet anordnas föredrag, seminarier, bildvisningar mm. Forskningsmöjligheter finns i ett ganska omfattande arkiv, inkluderande dokument, tidningar och bilder och i föreningens bibliotek.
Gillet utger sedan 1922 en årsbok fylld med uppsatser om Söderköpings historia.